# Groupe d'inspection spécialisé
 (août 2023).
La mise en forme du texte ne suit pas les recommandations de Wikipédia : il faut le « wikifier ».
Les points d'amélioration suivants sont les cas les plus fréquents. Le détail des points à revoir est peut-être précisé sur la page de discussion.
- Les titres sont pré-formatés par le logiciel. Ils ne sont ni en capitales, ni en gras.
- Le texte ne doit pas être écrit en capitales (les noms de famille non plus), ni en gras, ni en italique, ni en « petit »…
- Le gras n'est utilisé que pour surligner le titre de l'article dans l'introduction, une seule fois.
- L'italique est rarement utilisé : mots en langue étrangère, titres d'œuvres, noms de bateaux, etc.
- Les citations ne sont pas en italique mais en corps de texte normal. Elles sont entourées par des guillemets français : « et ».
- Les listes à puces sont à éviter, des paragraphes rédigés étant largement préférés. Les tableaux sont à réserver à la présentation de données structurées (résultats, etc.).
- Les appels de note de bas de page (petits chiffres en exposant, introduits par l'outil «  Source ») sont à placer entre la fin de phrase et le point final[comme ça].
- Les liens internes (vers d'autres articles de Wikipédia) sont à choisir avec parcimonie. Créez des liens vers des articles approfondissant le sujet. Les termes génériques sans rapport avec le sujet sont à éviter, ainsi que les répétitions de liens vers un même terme.
- Les liens externes sont à placer uniquement dans une section « Liens externes », à la fin de l'article. Ces liens sont à choisir avec parcimonie suivant les règles définies. Si un lien sert de source à l'article, son insertion dans le texte est à faire par les notes de bas de page.
- La présentation des références doit suivre les conventions bibliographiques. Il est recommandé d'utiliser les modèles {{Ouvrage}}, {{Chapitre}}, {{Article}}, {{Lien web}} et/ou {{Bibliographie}}. Le mode d'édition visuel peut mettre en forme automatiquement les références.
- Insérer une infobox (cadre d'informations à droite) n'est pas obligatoire pour parachever la mise en page.

Pour une aide détaillée, merci de consulter Aide:Wikification.
Si vous pensez que ces points ont été résolus, vous pouvez retirer ce bandeau et améliorer la mise en forme d'un autre article.
 (août 2023).

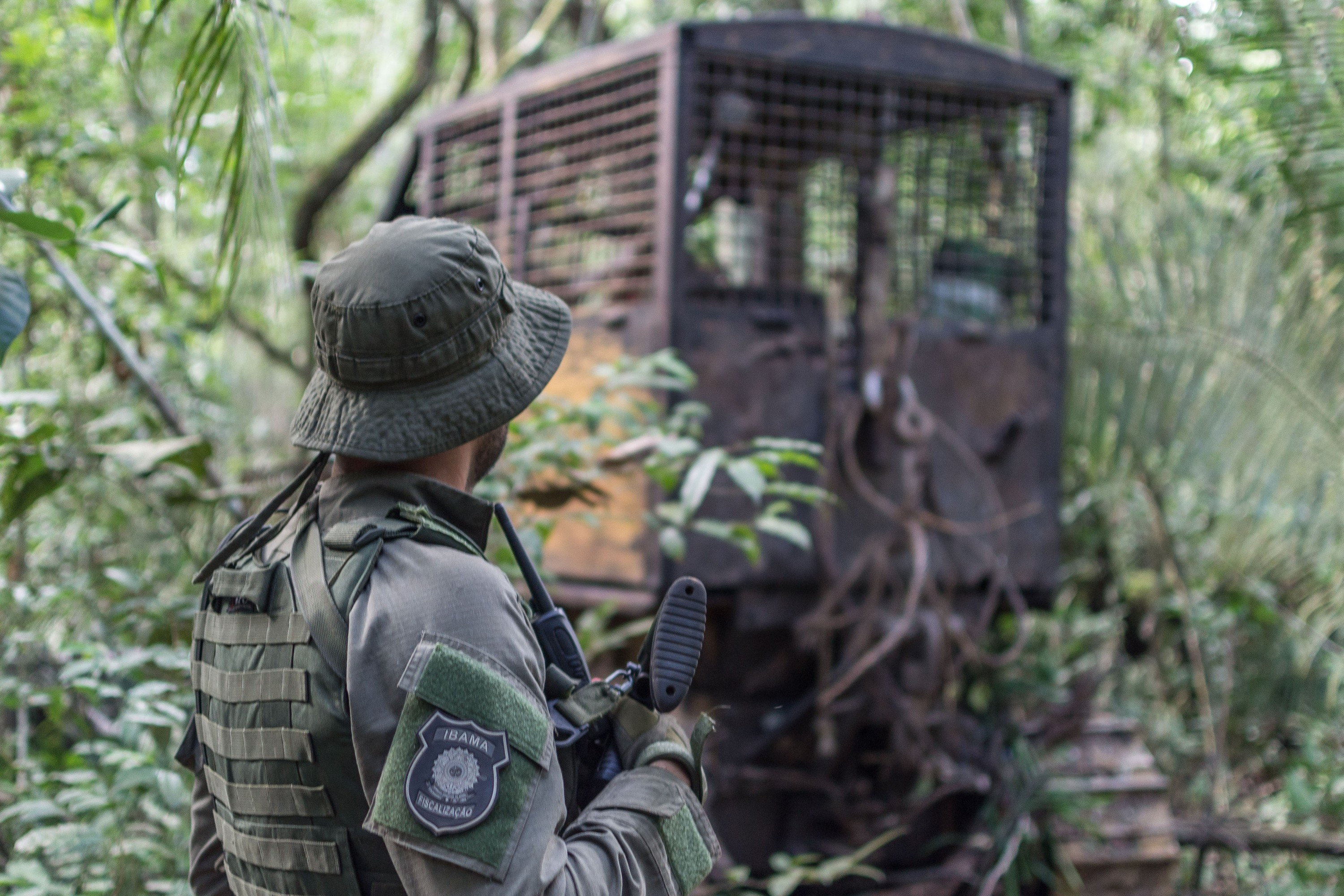
Agent du Groupe spécial d'inspection Institut brésilien de l'environnement et des ressources naturelles renouvelables

Le Groupe d'inspection spécialisé est la principale unité tactique d'élite de l'Institut brésilien pour l'environnement et les ressources naturelles renouvelables du Brésil. Le groupe a été conçu comme force d'élite capable de combattre le crime organisé dans le domaine de l'environnement, offrant une large protection pour tous les biomes brésiliens, essentiellement en Amazonie.

## Histoire
Le Groupe d'Inspection Spécialisé a été créé fin 2013 par un biologiste, ils ont commencé à agir en 2014, apportant une nouvelle norme d' intelligence environnementale et de précision dans les opérations de lutte contre les principales activités illégales - telles que l'invasion, l'accaparement des terres, la déforestation, l'extraction du bois et l'exploitation minière. L'équipe a reçu une formation tactique de la part d'officiers de police spéciaux et a été l'un des principaux responsables du démantèlement des activités illégales impliquant des crimes environnementaux,.

Fondateur de l'IBAMA, R. Cabral survolant l'Amazonie

## Activités
Le GIS compte aujourd'hui au total treize agents, les opérations sont planifiées dans le secret depuis des mois. Après avoir mené l'enquête et avoir toutes les informations sur l'activité criminelle, ils préparent l'opération sur place. Le GIS utilise des hélicoptères, neutralise les camps, prend les armes de ceux qui travaillent sur le site, évalue le matériel  et, s'il est impossibles à saisir, le GIS a l'autorisation légale de les détruire comme le prévoit le décret 6514 de 2008.
Entre 2014 et 2019, le Groupe d'Inspection Spécialisé de l'IBAMA a désactivé plus de 200 fronts illégaux d'exploitation forestière et d'exploration minière dans les zones de préservation et les terres indigènes.
Le Groupe d'Inspection Spécialisée fait partie de l'Opération Gardiens du Biome, étant une Opération Continue .
La particularité de cette unité d'élite est qu'elle est composée de biologistes, scientifiques, avocats. Ceci afin que ces agents soient capables de mener des enquêtes de criminalité environnementale.

## Dans les médias
La chaîne de télé Arte leur a dédié un documentaire en 2017. 
Références
1. ↑  (pt-BR) Estado de Minas et Estado de Minas, « 'Rambos' do Ibama ainda n?o foram a campo para combater queimadas e desmate na Amazonia », Estado de Minas, 27 août 2019 (consulté le 28 janvier 2023)
2. ↑  (pt-BR) Joao, « Equipamentos queimado pelo Ibama (Rambo do Ibama) », Folha do Progresso - Portal de Noticias, Entretenimento, Videos, Brasil!, 6 juin 2014 (consulté le 28 janvier 2023)
3. ↑  (pt-BR) « GEF-Terrestre atuará em três biomas », Ministério do Meio Ambiente (consulté le 28 janvier 2023)
4. ↑  (pt-BR) « Operação do Ibama combate fogo e desmatamento ilegal no Maranhão », G1 (consulté le 28 janvier 2023)
5. ↑  (pt-BR) Da Redação, « Ibama: Grupo vai fiscalizar fraudes em sistemas de controle florestal », Brasília Agora, 26 janvier 2023 (consulté le 28 janvier 2023)
6. ↑  (pt-BR) « PF e fiscais do Ibama destroem dragas de garimpo ilegal no rio Madeira em Rondônia; veja vídeo », G1 (consulté le 28 janvier 2023)
7. ↑  (pt-BR) « PRF e Ibama apreendem armas e equipamentos usados para desmatamento ilegal em Pacajá, no PA », G1 (consulté le 28 janvier 2023)
8. ↑  (pt-BR) Daniele Bragança, « Senador quer impedir Ibama de destruir equipamentos durante fiscalização », ((o))eco, 21 septembre 2021 (consulté le 28 janvier 2023)
9. ↑  (pt-BR) « Operação conjunta combate garimpo ilegal na Terra Indígena Yanomami », G1 (consulté le 28 janvier 2023)